# Johann Georg Künstel
Johann Georg Künstel (auch Georg Friedrich oder Georg Heinrich bzw. Kinzl oder Güntzel) (* um 1645 bei Weißenfels; † 20. Februar 1695 in Coburg) war ein deutscher Organist, Kapellmeister und Komponist.

## Leben
Künstel soll in der Weißenfelser Gegend geboren worden sein. Er war ab 1669 als Hoforganist am Ansbacher Hof tätig, nachdem er um 1667 als Organist in Weißenbrunn bei Kronach nachweisbar ist. Im Jahre 1679 ist er als Cembalist an der Uraufführung der Oper Die triumphirende Treu von Johann Löhner beteiligt. Nach dem Weggang von Johann Wolfgang Franck im Jahre 1679 aus Ansbach fungierte er als Interimsdirektor der Hofkapelle. In Ansbach wollte er auch eine Art Sängerschule für Knaben gründen, um den Mangel von Sängerinnen bei der Opernaufführungen begegnen zu können, zu der es aber offensichtlich nicht kam. Ab 1684 ist er in Coburg als Hoforganist und ab 1691 dort als Kapellmeister als Nachfolger von Friedrich Heinrich Agricola († 1691) nachweisbar. Eine letzte Nachricht über ihn kam vom sächsisch-coburgischen Herzog Albrecht, der 1695 (erfolglos) versuchte, den Gottdorfer Kapellmeister Georg Österreich für seinen Hof zu gewinnen, weil vor kurtzen Dero Capellmeister, Herr Künstel, mit Tode abgegangen war.
Johann Gottfried Walther schrieb 1732 in seinem Musiklexikon über ihn:
Künstel (Johann Georg) eines Müllers Sohn aus Weissenfels, hat eines Bürger-Meisters Tochter aus Anspach zur Ehegattin gehabt; woraus zu vermuten ist, daß er erst daselbst in Diensten gestanden, bis er nach Coburg, als Capellmeister bey Herzog Albrechten gekommen. Ist gestorben an. 169=.
Sein in Ansbach geborener Sohn Johann Wolfgang Künstel (1678–1732) besuchte das Gymnasium in Coburg und war später Chemiker und Arzt in den Franckeschen Stiftungen in Halle und stand mit August Hermann Francke in brieflichen Kontakt.
Zwischen 1693 und 1694 komponierte Künstel seine Markuspassion. Das Werk war zur Zeit der Entstehung sehr erfolgreich und beliebt. Es wurde nachweislich bis in das frühe 18. Jahrhundert speziell in Mitteldeutschland regelmäßig aufgeführt. Es besteht zudem die Annahme, dass auch Johann Sebastian Bach das Werk gehört haben könnte, nicht zuletzt, weil in seinen Passionsvertonungen einige musikalische Ähnlichkeiten mit Künstels Markuspassion erkennbar sind. Die Noten der Passion waren lange Zeit verschollen, bis die Partitur in einer Privatsammlung gefunden wurde und das Werk 2014 wiederaufgeführt wurde.

## Werk (Auswahl)
- Markuspassion für Soli (SATB), Chor (SATB), 2 Violinen, 2 Violen und Basso continuo (1693/1694).

## Einspielungen
- Markuspassion Christophorus, DDD, 2018, Hans Jörg Mammel, Felix Rumpf, Ensemble Polyharmonique, L’arpa festante.